# Burg Lohr (Crailsheim)
Die Burg Lohr, auch Altes Schloss genannt, ist eine abgegangene Spornburg in Crailsheim im Landkreis Schwäbisch Hall in Baden-Württemberg.

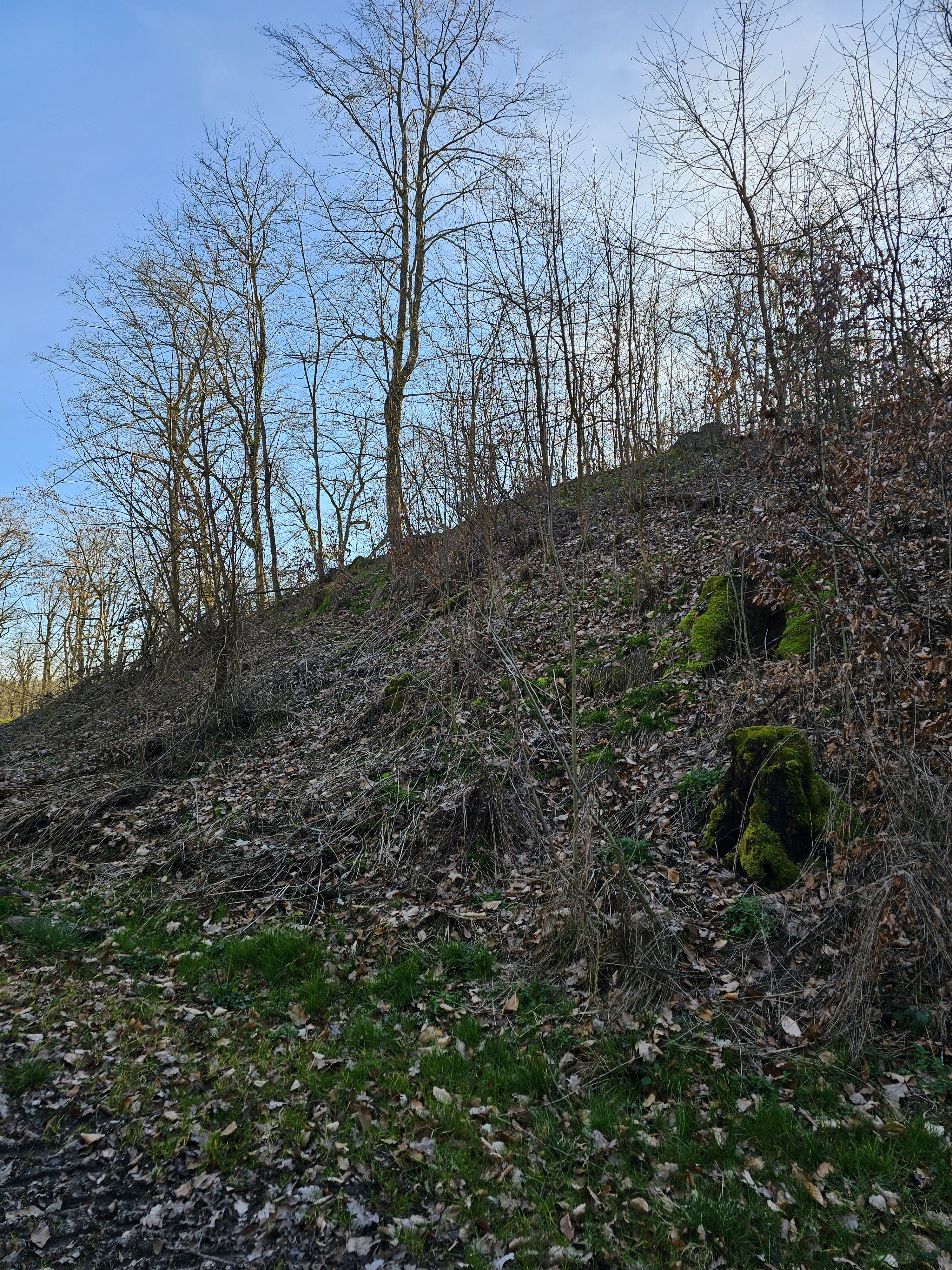
Burghügel Lohr

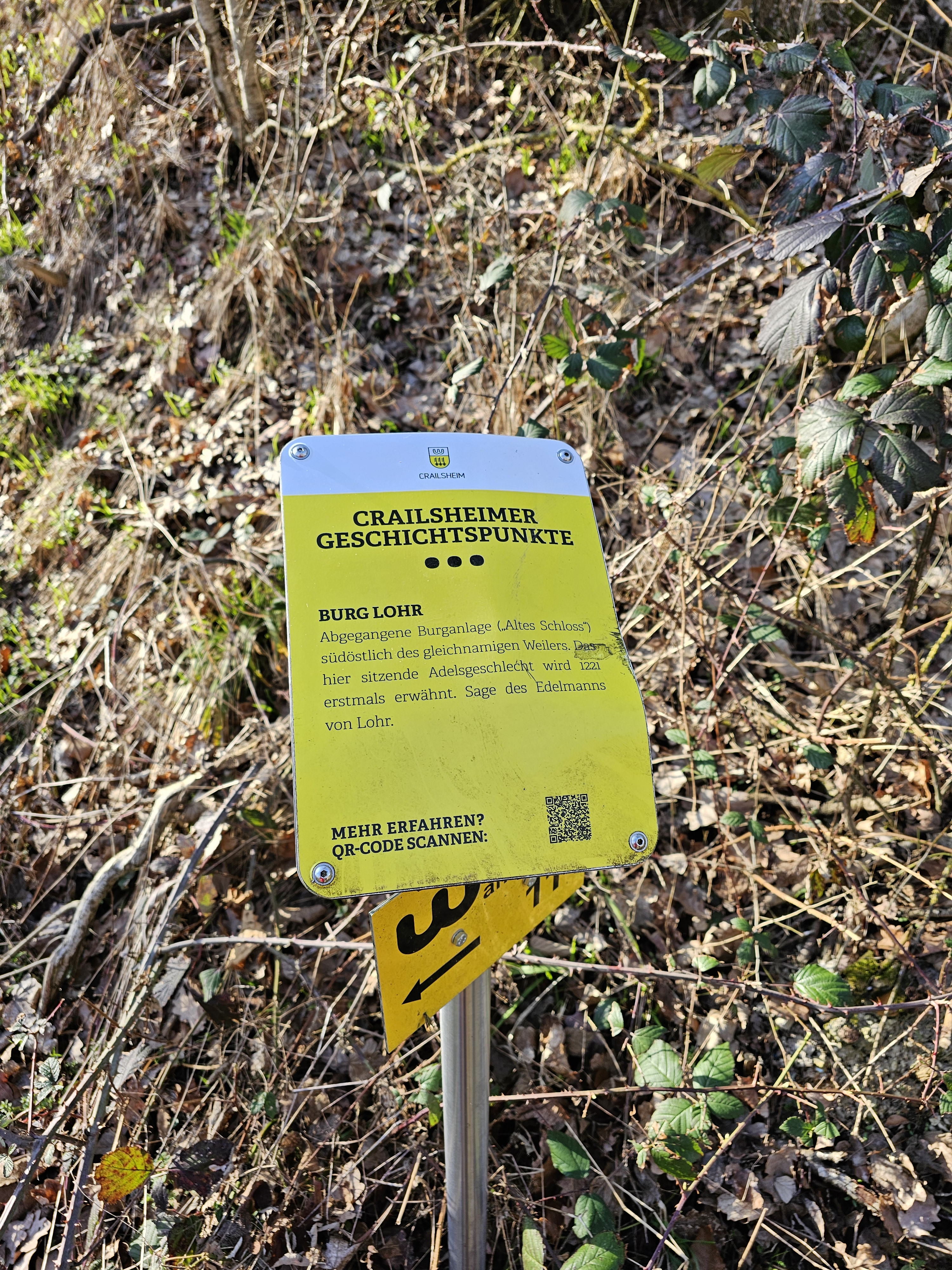
Burg Lohr als Teil der "Crailsheimer Geschichtspunkte"

## Geographische Lage
Die Reste der Burg stehen auf einem langgezogenen 496,5 m ü. NN hohen Bergsporn südöstlich des Ortsteiles Lohr im Stadtteil Westgartshausen der Stadt Crailsheim.

## Geschichte
Die von den Herren von Lohr erbaute Burg wurde 1221 indirekt mit einem „Giso vir nobilis Lare“ erstmals erwähnt.
Ihre Erbauer, die 1100–1271 genannten Edlen von Lare, waren eines der bedeutendsten fränkischen Adelsgeschlechter zu jener Zeit. Sie waren nahe Verwandte der Grafen von Lobenhausen und der Grafen von Flügelau sowie der Krautheim-Klingenfels.
Nach dem Tod des letzten Edlen von Lohr, einem letztmals 1271 genannten Kraft von Lohr, erbte Graf Ludwig III. von Oettingen die Herrschaft mitsamt Burg. Danach erwähnte von Lohr waren oettingische und später hohenlohische Burgmannen, die sich nach der Burg nannten. Von dem letzten „Edelmann von Lohr“ handelt eine gleichnamige Sage.
Die Herrschaft Lohr fiel, als Öttingen 1310 unter Reichsacht gestellt wurde, zusammen mit Crailsheim ans Reich. 1323 kam sie an Hohenlohe und ging 1399 an die Burggrafen von Nürnberg, die späteren Markgrafen von Ansbach.
Die Burg Lohr ging an die Fürstpropstei Ellwangen, die sie 1317 wieder an Öttingen verpfändete. Wie lange die Burg noch bewohnt war, lässt sich nicht genau nachweisen. Jedoch war sie vor 1324 bereits zerstört worden. 1335 löste Hohenlohe die öttingischen Ansprüche ab, später gehörte der Burgstall zum ansbachischen Amt Crailsheim.

## Beschreibung
Die ehemalige Burganlage war durch einen Halsgraben mit Wall und an drei Seiten durch steil abfallende Hänge geschützt. Wall- und Grabenreste sowie geringe Geländespuren sind noch erhalten.